# 澳大利亚皇家空军威廉镇基地
澳大利亚皇家空军威廉镇基地（英語：RAAF Base Williamtown）是一个位于澳大利亚新南威爾士州纽卡斯尔以北8海里（15；9.2英里）的一座澳大利亚皇家空军基地。威廉镇基地与民用机场纽卡斯尔机场共用部分设施。这座基地是澳大利亚皇家空军空中作战群（Air Combat Group RAAF）和澳大利亚皇家空军监视响应群（Surveillance and Response Group RAAF）的总部所在地。2018年，这个基地接收了澳大利亚皇家空军首批F-35閃電II戰鬥機。